# ماریو پرس (بازیکن فوتبال، زاده ۱۹۴۶)
ماریو پرس (اسپانیایی: Mario Pérez‎؛ زادهٔ ۳۰ دسامبر ۱۹۴۶) بازیکن و مربی فوتبال اهل مکزیک بود.
از باشگاه‌هایی که در آن بازی کرده‌است می‌توان به باشگاه فوتبال آمریکا اشاره کرد.
وی همچنین در تیم ملی فوتبال مکزیک بازی کرده‌است.